# Ange Kumbi
Ange Kumbi (de son nom Makumbi Ndongala) est un artiste contemporain et peintre congolais, né en 1950 à Kinshasa,.

## Biographie

### Expositions
- 1986, exposition au centre culturel allemand Goethe Institut à Kinshasa, qui fut sa première exposition[2].
- 1987, il fait une série au pays et dans le monde. Il expose au centre culturel français, puis à Paris, en Belgique et musée d’arts africain de New York.
- 2018, Congo Paintings, une autre vision du monde, Musée Africain de Namur, Belgique.